# Cal Peçols
Cal Peçols és una masia situada al municipi de Navars, a la comarca catalana del Bages. Es troba entre les capçaleres de dos cursos d'aigua, un dels quals és el torrent de Sobirana.